# Washington Manuscript I

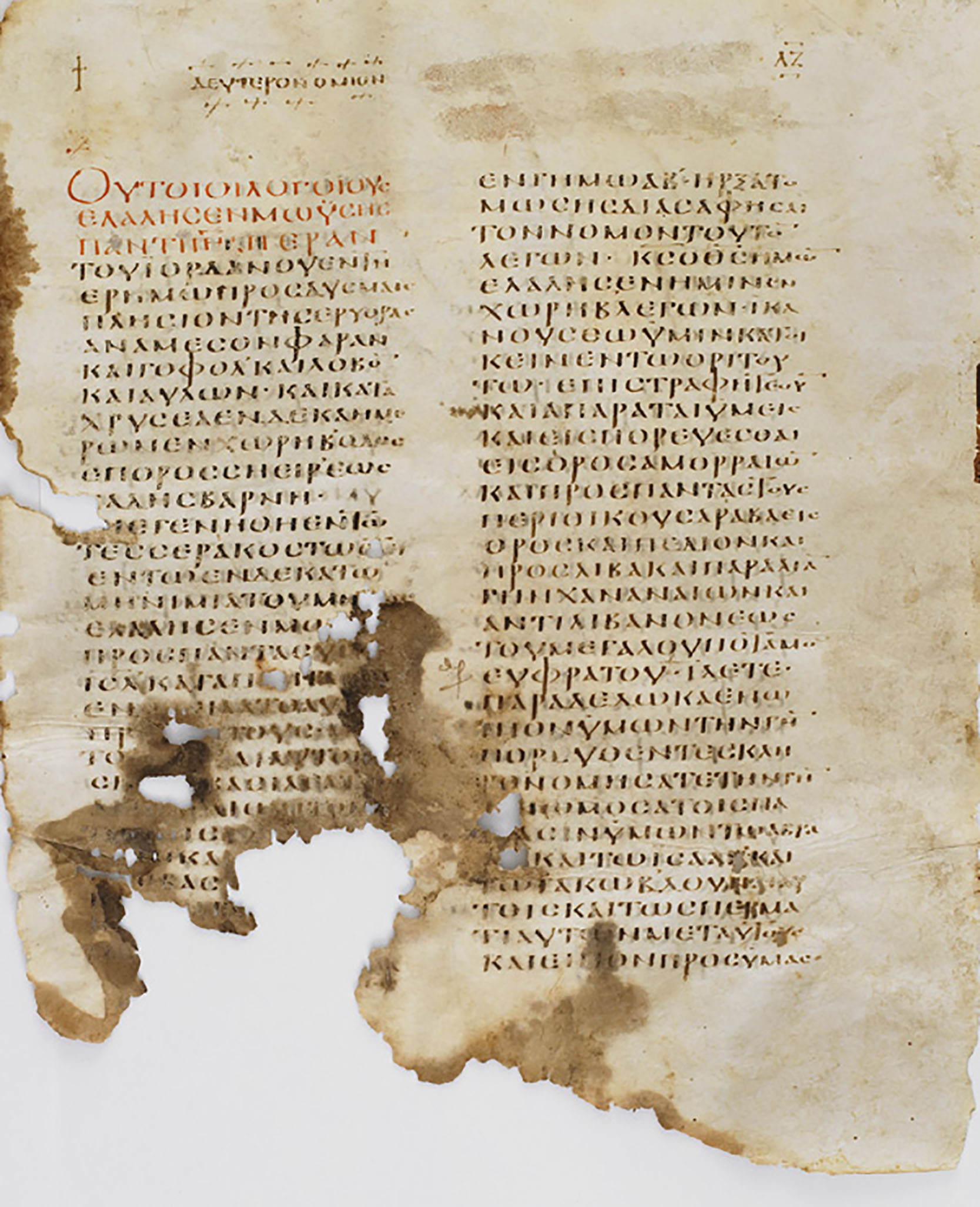

Der Codex Washingtonensis (Washington Manuscript I, Siglum WI nach Rahlfs, älteres Siglum Θ) ist das Fragment einer Pergamenthandschrift aus dem frühen 5. Jahrhundert in griechischer Sprache. Sie enthält die Bücher Deuteronomium und Josua des Alten Testaments.
Es sind 102 Blätter erhalten, wobei nicht die Blätter, sondern die Buchlagen nummeriert sind. Da die Nummerierung erst bei 37 beginnt, dürften die nicht mehr erhaltenen ersten 36 Lagen die Bücher Genesis bis Numeri enthalten haben. Ebenso könnten am Ende noch die Bücher Richter und Rut Teil des Codex gewesen sein. Der Codex ist in scriptio continua in Unzialen geschrieben. Einige Worte sind in roter Tinte geschrieben als Markierung. In Kursivschrift wurde ein bis zwei Jahrhunderte später die Unterteilung in Perikopen gekennzeichnet.
Die Handschrift wurde 1906 von Charles Freer von einem Araber Ali aus Giseh in Ägypten erworben.
Heute befindet sie sich in der Freer Gallery of Art in Washington, D.C., Inv. F1906.272.